# Erhöhtes Fleisch und Blut, BWV 173
Erhötes Fleisch und Blut, BWV 173 (Excelsa carn i sang), és una cantata religiosa de Johann Sebastian Bach per al dilluns de Pentecosta, estrenada a Leipzig el 29 de maig de 1724.

## Origen i context
És una paròdia d'una cantata profana composta a Köthen per a l'aniversari del príncep Leopold d'Anhalt-Köthen (BWV 173a), probablement l'any 1717. El calvinisme de la cort no permetia que s'interpretessin cantates a l'església i només hi permetia en dates solemnes com l'aniversari del príncep o el dia d'Any nou. L'obra profana original constava de vuit números i la religiosa n'omet les àries del sisè i setè moviments. L'autor del text anònim parodia molt el text profà, no tan sols les àries i el cor final sinó també, cosa més rara, els dos recitatius; d'un text d'homenatge al príncep es passa a una poesia que té com a tema principal, agrair a Déu tot el que ha fet per a la humanitat. Per a aquest dilluns de Pentecosta s'han conservat dues altres cantates, la BWV 68 i la BWV 174.

## Anàlisi
Obra escrita per a soprano, contralt, tenor, baix i cor; dues flautes travesseres, corda i baix continu. Consta de sis números.
1. Recitatiu (tenor): Erhötes Fleisch und Blut (Excelsa carn i sang)
2. Ària (tenor): Ein geheiligtes Gemüte (Una ànima beneïda)
3. Ària (contralt): Gott will, o ihr Menschenkinder (Oh, criatura humana!)
4. Ària (duet de baix i soprano): So hat Gott die Welt geliebt (Tant ha estimat Déu el món,)
5. Recitatiu (duet de soprano i tenor): Unendlichster, den man doch Vater nennt (O, Déu infinit i gran, a qui fins diem Pare)
6. Cor: Rühre, Höchster, unsern Geist (Déu Suprem, ablaneix-nos l'ànima)

El recitatiu inicial sembla que és el de la versió profana encomanat, però, al tenor en lloc del soprano. L'ària del número 2 per a tenor, té un aire de dansa i està estructurada en dues seccions emmarcades per un ritornello, la segona acaba amb una vocalització sobre ausbreiten (proclamar); el següent número és una ària de contralt en què la veu arrenca directament. Els moviments 4 i 5 són especialment interessants, el primer és un duet de baix i soprano, amb caràcter de minuet, que no és pròpiament un duo amb línies paral·leles, sinó més aviat un duo d'amor propi de l'òpera italiana, i el següent és un recitatiu en arioso a duo de soprano i tenor. La cantata no acaba amb el coral habitual, sinó que, rememorant la versió profana original, ho fa amb un cor amb aire de polonesa; té una durada aproximada d'un quart d'hora.

## Discografia seleccionada
- J.S. Bach: Das Kantatenwerk. Sacred Cantatas Vol. 9. Nikolaus Harnoncourt, Concentus Musicus Wien, Tölzer Knabenchor (Gerard Schmidt-Gaden, director), Alan Bergius, Christian Immler (solistes del cor), Kurt Equiluz, Robert Holl. (Teldec), 1994.
- J.S. Bach: The complete live recordings from the Bach Cantata Pilgrimage. CD 23: Holy Trinity, Long Meldford; 12 de juny de 2000. John Eliot Gardiner, English Baroque Soloists, Monteverdi Choir, Lisa Larsson, Nathalie Stutzmann, Christoph Genz, Panajotis. (Soli Deo Gloria), 2013.
- J.S. Bach: Complete Cantatas Vol. 7. Ton Koopman, Amsterdam Baroque Orchestra & Choir, Lisa Larsson, Elisabeth von Magnus, Gerd Türk, Klaus Mertens. (Challenge Classics), 2004.
- J.S. Bach: Cantatas Vol. 20. Masaaki Suzuki, Bach Collegium Japan, Yukari Nonoshita, Mutsumi Hatano, Gerd Türk, Peter Kooij. (BIS), 2001.
- J.S. Bach: Church Cantatas Vol. 52. Helmuth Rilling, Bach-Collegium Stuttgart, Gächinger Kantorei Stuttgart, Judith Beckmann, Helen Watts, Adalbert Kraus, Niklaus Tüller. (Hänssler), 1999.
- J.S. Bach: Cantatas for the Liturgical Year Vol. 16. Sigiswald Kuijken, La Petite Bande, Gerlinde Sämann, Petra Noskaiova, Christoph Genz, Jab Van der Crabben. (Accent Records), 2012.